# Le Démon du village
Pour plus de détails, voir Fiche technique et Distribution.
Le Démon du village (titre original : A Rural Demon)  est un film muet américain réalisé par Henry Lehrman et Mack Sennett, sorti en 1914.

## Fiche technique
Source principale de la fiche technique :
- Titre : Le Démon du village
- Titre original : A Rural Demon
- Réalisation : Henry Lehrman et Mack Sennett
- Producteur : Mack Sennett
- Studio de production : The Keystone Film Company
- Distribution : Mutual Film Corporation
- Pays de production :  États-Unis
- Langue : film muet intertitres anglais
- Format : Noir et blanc — 35 mm — 1,33:1 — Muet
- Genre : Comédie
- Durée : une bobine
- Date de la sortie :
  - États-Unis : 25 février 1914

## Distribution
Source principale de la distribution :
- Roscoe Arbuckle :
- Eva Nelson :